# Trasporti a Grenada
Questa voce raccoglie le principali tipologie di trasporti a Grenada.

## Trasporti su rotaia

### Reti ferroviarie
Grenada non dispone di ferrovie.

### Reti metropolitane
In Grenada non esistono sistemi di metropolitana.

### Reti tranviarie
Anche il servizio tranviario è assente in questa nazione.

## Trasporti su strada
Nelle isole costituenti lo Stato di Grenada si guida tenendo la mano sinistra.

### Rete stradale
In totale: 440 km.

### Reti filoviarie
Non circolano filobus in questa nazione.

### Autolinee
Nella capitale, Saint George's e in altre isole abitate e dotate di strade, operano aziende pubbliche e private che gestiscono trasporti esercitati con autobus, prevalentemente di tipo turistico.
Nell'isola di Grenada ci sono 9 linee di bus. Le linee 1, 2a (Saint George's - Wobourn), 3, 5, 7 e 8 fanno capolinea solo al Saint George's terminal. La 2b, la 4 e la 6 partono da Saint George's e per vie diverse giungono a Grenville, città sita sul lato nord est dell'isola. La 9 è l'unica che non porta a Saint George's, perché parte da Grenville e arriva a Sauteurs. Il costo è di 2.50 EC (Eastern Caribbean), che equivalgono a circa 0.80 € se si rimane nella stessa "parrocchia" (parish). Se si esce si pagano 5 EC, tranne la 6 che chiede 6 EC (perché è più rapida delle concorrenti). Sono tutti servizi privati, si paga a tratta, quando si sale o si scende.
A Carriacou ci sono 2 linee bus, la 10 e la 11. Petit Martinique non prevede autobus.

## Porti, scali e baie
- Saint George's
- St. David's
- Grenville
- Hillsborough

## Trasporti aerei

### Aeroporti
- Maurice Bishop International Airport
- Lauriston Airport
- Pearls Airport

In totale: 3 (dati 2006), tutti con piste di rullaggio pavimentate:
- oltre 3047 m: 0
- da 2438 a 3047 m: 1
- da 1524 a 2437 m: 0
- da 914 a 1523 m: 1
- sotto 914 m: 1